# Дарви (Говь-Алтай)
Дарви (монг. Дарви) — сомон аймака Говь-Алтай в юго-западной части Монголии, площадь которого составляет 3 523 км². Численность населения по данным 2009 года составила 1 819 человек.
Центр сомона — посёлок Дарви, расположенный в 186 километрах от административного центра аймака — города Алтай и в 1190 километрах от столицы страны — Улан-Батора.

## География
Сомон расположен в юго-западной части Монголии на границе с аймаком Ховд. На территории Дарви располагаются горы Их, Бага Дарви, Сутай, протекают реки Баян, Ихэс, Цагаан Хавцгай.
Из полезных ископаемых в сомоне встречаются залежи гранита, шпата, лечебных грязей.

## Климат
Климат резко континентальный. Средняя температура января -18 градусов, июля +26 градусов. Ежегодная норма осадков 170 мм.

## Фауна
Животный мир Дарви представлен дикими баранами, лисами, волками.

## Инфраструктура
В сомоне есть школа, больница, центры культуры и торговли.